# Losonczy Géza
Losonczy Géza (Érsekcsanád, 1917. május 5. – Budapest, 1957. december 21.) újságíró, politikus. Az 1956-os forradalom alatt a második- és harmadik Nagy Imre-kormány államminisztere. A Nagy Imre-per vádlottja, a forradalom mártírja.

## Élete

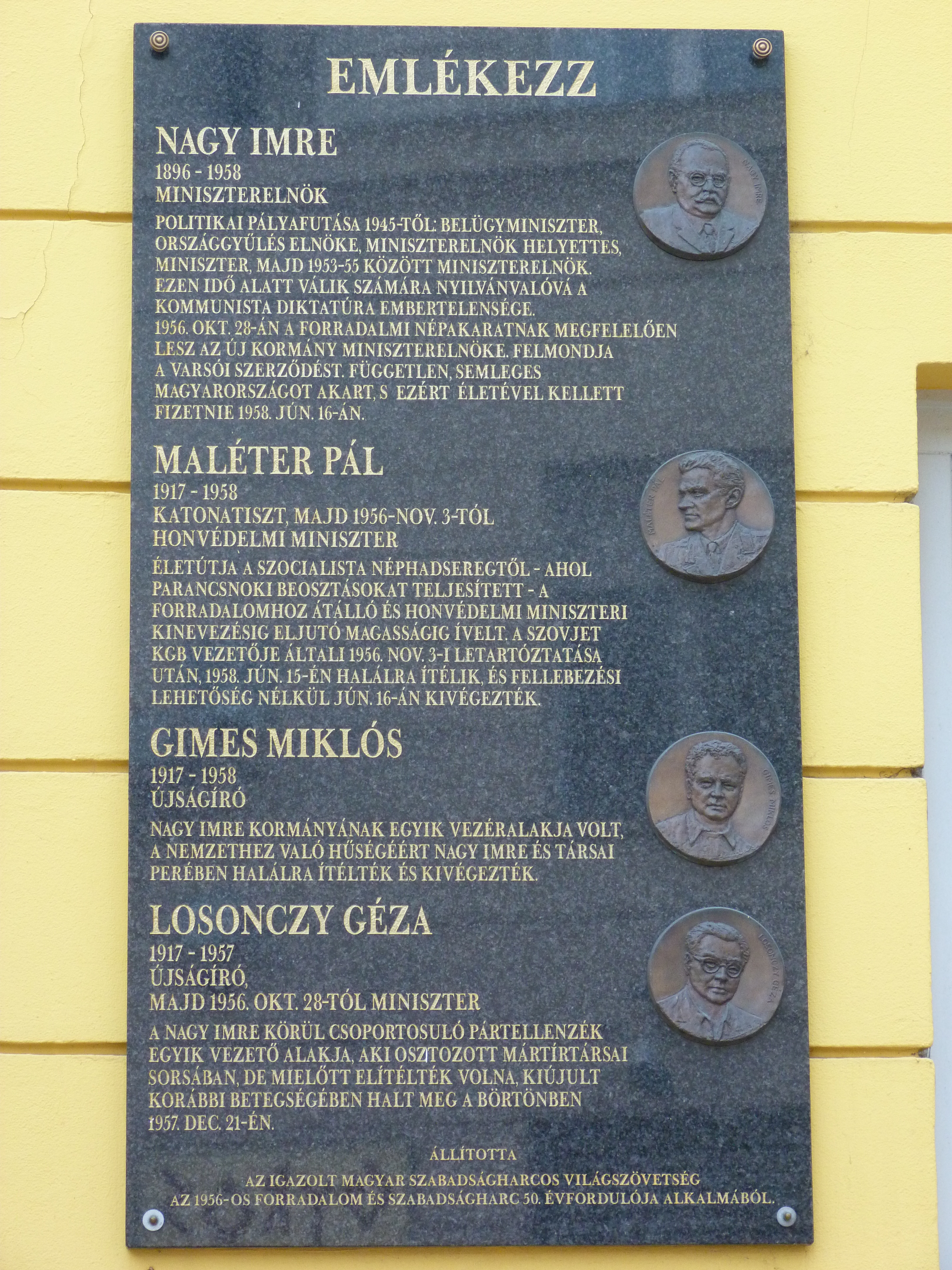
Emléktáblája a Corvin közben

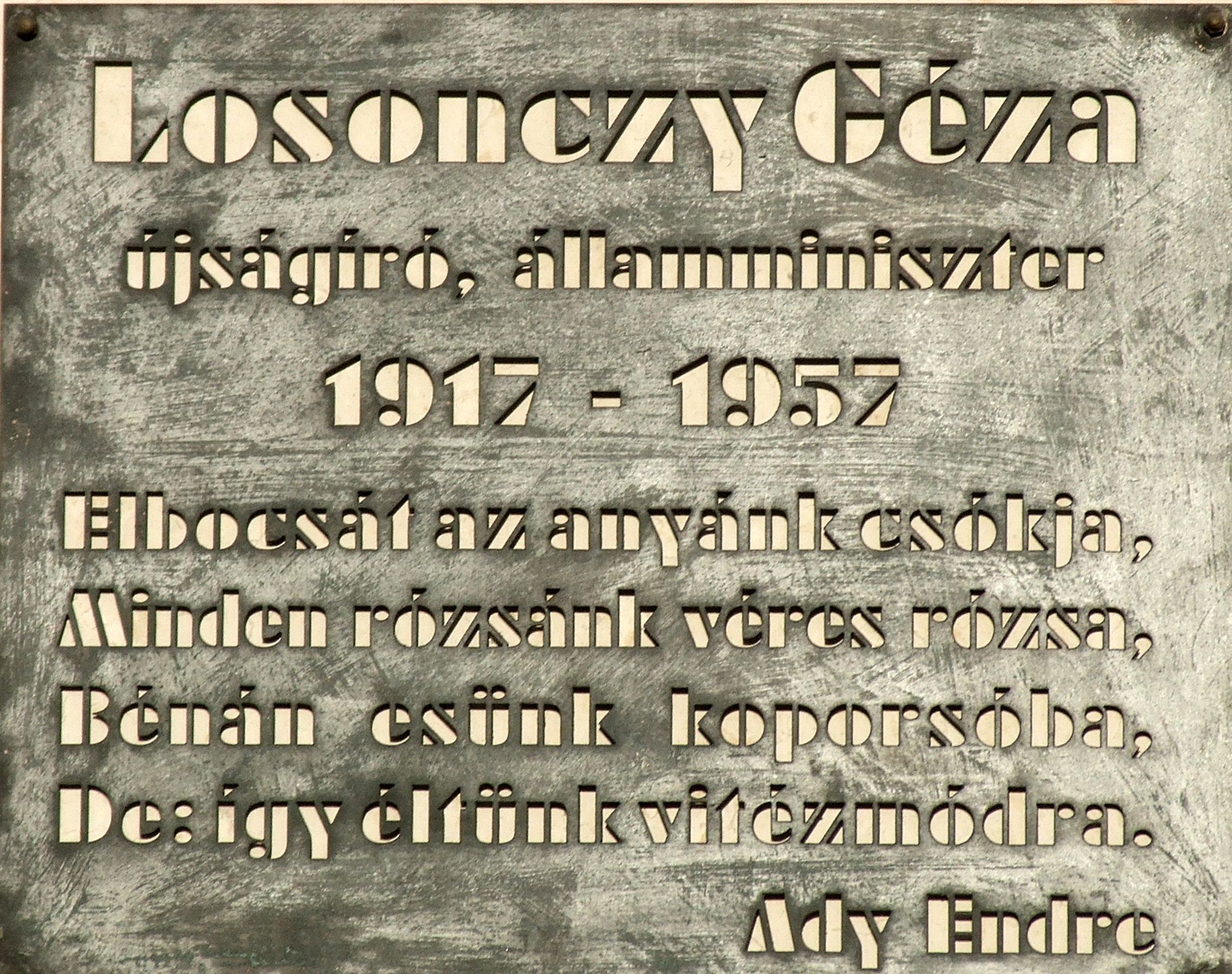
Emléktáblája
Kossuth Lajos tér 11.

Az egyetemet Debrecenben végezte és már ekkor részt vett a munkásmozgalomban. 1935-től egy évig a „Tovább” című lapot szerkesztette. Ez idő tájt sok más baloldali-kommunista érzelmű fiatallal együtt ő is tagja az ekkor tömegmozgalomnak számító, a szociális és népi programot a magyar fajvédelemmel ötvöző Turul Szövetségnek. 1940-ben pedig a Népszava újságírója lett. Az ezt megelőző évben belépett a Magyar Kommunista Pártba. 1941-ben egy időre letartóztatták.
1945-ben előbb a Szabad Nép belpolitikai rovatát vezette, majd Révai József népművelési miniszter államtitkára lett 1949-51 között. 1951-ben koncepciós perben őt is elítélték, ismét börtönbe került. 1954-ben szabadult (ekkor Nagy Imre volt a miniszterelnök). A börtönben elszenvedett viszontagságok kezelésre szoruló pszichés zavarokat okoztak neki.
Később a Magyar Nemzet munkatársa lett és tagja a miniszterelnökségtől első ízben megfosztott Nagy Imre körének. A Petőfi Kör szervezője volt. 1956. október 23-án a tüntetőkhöz csatlakozott.
Donáth Ferenccel együtt ő volt, aki a Magyar Dolgozók Pártja Központi Vezetőségének október 26-ai ülésén beterjesztette azt a platformjavaslatot, amely szerint a párt elutasította volna, hogy ellenforradalomként értékelje az eseményeket és ehelyett „demokratikus tömegmozgalomnak” ismerte volna el. (Ezen a napon Maléter Pál ezredes fegyverszünetet kötött a Corvin köz felkelőivel.) A javaslat a párthéják ellenállásán akkor megbukott, de mégis ahhoz vezetett, hogy a vezetés a felkelés fegyveres elfojtása, mint lehetséges megoldás mellett a politikai jellegű rendezésen is elkezdett gondolkodni.
Október 30-án Nagy Imre abban a beszédében nevezte ki Losonczy Gézát kormánya államminiszterének, amelyben bejelentette az egypártrendszer megszüntetését. Az eseményeket ekkor már forradalomnak értékelte. Ugyanakkor a többpártrendszer bevezetését súlyos hibának minősítette később. Nagy Imre Snagovi jegyzetek címen megjelent írásaiban olvasható: „Véleményem szerint ez volt a második hét legsúlyosabb politikai hibája. Ez a lépés ugyanis feladta a párt monopolhelyzetét egy olyan helyzetben, amikor leninista vezetőség kerülhetett volna, illetőleg, amikor új pártot lehetett volna szervezni teljesen leninista vezetéssel. A szocialista és demokratikus tömegekben megvolt a többpártrendszer követelése [...] Nem kellett volna ezt szó szerint venni. [...] a hatalom kérdésében tett engedményt, s rendkívül súlyos következményekkel járt volna. [...] a több párt kérdésében felül kell vizsgálni és meg kell változtatni álláspontunkat.”

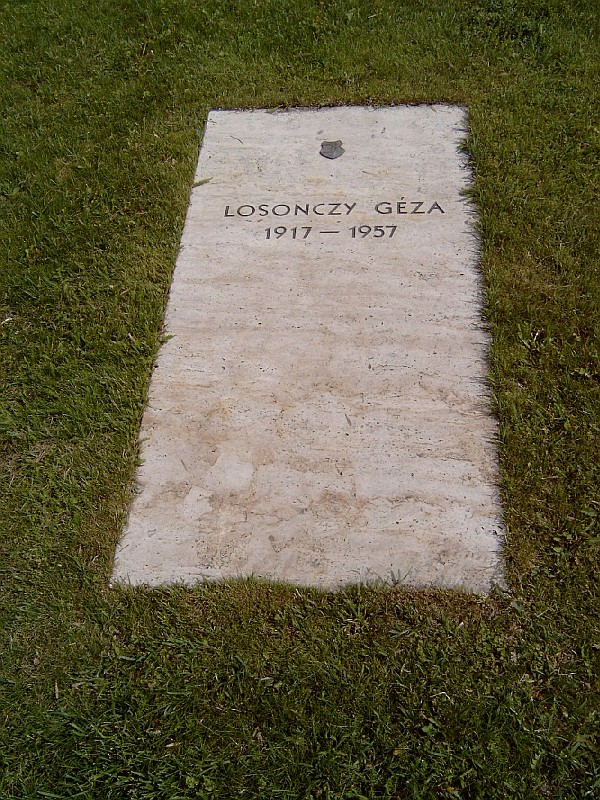
Losonczy Géza sírja Budapesten. Új köztemető: 300.

November 4-én, amikor elindult a szovjet hadsereg támadása, feleségével, Haraszti Máriával és lányával Jugoszlávia követségére menekült, de a követség nem jelentett számukra menedéket: Romániába vitték őket. 1957 áprilisában visszaszállították őket Budapestre, ahol Losonczy Géza a Nagy Imre-per harmadrendű vádlottja lett volna, de a börtönben, miután éhségsztrájkba kezdett, máig tisztázatlan körülmények között meghalt.

## Művei
- Kommunisták a nemzetgyűlésen. Kádár János, Losonczy Géza, Oczel János beszéde; Szikra, Bp., 1946
- A középosztály válsága. Előadás; Szikra, Bp., 1947 (A Magyar Kommunista Párt politikai akadémiája)
- Kommunista erkölcs; Szikra Ny., Bp., 1948 (Szemináriumi füzetek falusi alapfokú szemináriumok számára)
- Az egyház és demokrácia kérdéséhez. Négy különlenyomat Révai József, Orbán László, Losonczy Géza cikkei; MKP Országos Oktatási Osztálya, Bp., 1948
- A magyar ifjúságért; előszó Non György; Magyar Ifjúság Népi Szövetsége, Bp., 1948
- Megnyerjük az élet csatáját! Beszámoló a Béke Híveinek párizsi Világkongresszusáról; bev. Losonczy Géza; Hungária, Bp., 1949
- A népi demokrácia harca az egyházi reakció ellen; Szikra, Bp., 1949 (A Magyar Dolgozók Pártja Politikai Akadémiája)
- A Vatikán és az amerikai imperializmus szövetsége 1950. márc. 30-án tartott előadás; Szikra, Bp., 1950 (Magyar Dolgozók Pártja Politikai Akadémiája)

## Emlékezete
- Emlékére emléktáblát helyeztek el a Corvin közben.